# Cesare Dobici
Cesare Dobici (* 11. Dezember 1873 in Viterbo; † 25. April 1944 in Rom) war ein italienischer Komponist und Musikpädagoge.

## Leben und Werk
Cesare Dobici wurde zunächst Direktor der Capella in Viterbo und Lehrer an der Chorschule Giosuè Carducci. 1910 wurde er Lehrer an der Scuola Superiore di musica sacra in Rom, 1911 daneben Lehrer für Kontrapunkt am Real Conservatorio di Santa Cecilia. Er galt als herausragender Lehrer im Fach Kontrapunkt. Zu seinen Schülern zählten bedeutende italienische Komponisten wie Carlo Alberto Pizzini, Giorgio Colarezzi, Ennio Porrino, Francesco Mander, Biagio Grimaldi, Angelo Turriziani, Enrico Buondonno und Vieri Tosatti.
Cesare Dobici  schrieb fünf Messen für Chor mit Orgel, ein achtstimmiges Requiem für König Umberto (1900), Tota Pulchra für 12 Stimmen und drei Orgeln, Psalmen, Hymnen, Lieder, Kammermusik und die Oper Cola di Rienzo.